# Schermen op de Middellandse Zeespelen 1959
Schermen is een van de sporten die beoefend werden tijdens de Middellandse Zeespelen 1959 in Beiroet, Libanon. Er waren zes onderdelen, alle voor mannen.

## Uitslagen
| Event              | Goud                      | Zilver                        | Brons                         |
| ------------------ | ------------------------- | ----------------------------- | ----------------------------- |
| Floret individueel | Mohamed Gamil El Kalioubi | Marcel Cazaban                | Guy Barrabino                 |
| Floret team        | Frankrijk                 | Verenigde Arabische Republiek | Libanon                       |
| Sabel individueel  | Jean Ramez                | Jacques Roulot                | Robert Fraisse                |
| Sabel team         | Frankrijk                 | Spanje                        | Verenigde Arabische Republiek |
| Degen individueel  | Jacques Guittet           | René Queyroux                 | Norbert Brami                 |
| Degen team         | Frankrijk                 | Libanon                       | Spanje                        |

## Medaillespiegel
| Plaats | Land                          | Goud | Zilver | Brons | Totaal |
| 1      | Frankrijk                     | 5    | 3      | 2     | 10     |
| 2      | Verenigde Arabische Republiek | 1    | 1      | 1     | 3      |
| 3      | Libanon                       | 0    | 1      | 1     | 2      |
| 3      | Spanje                        | 0    | 1      | 1     | 2      |
| 5      | Tunesië                       | 0    | 0      | 1     | 1      |
| Totaal | Totaal                        | 6    | 6      | 6     | 18     |

1951 · 1955 · 1959 · 1963 · 1967 · 1971 · 1975 · 1979 · 1983 · 1991 · 1993 · 1997 · 2001 · 2005 · 2009 · 2013 · 2018 · 2022
Atletiek · Basketbal · Boksen · Gewichtheffen · Gymnastiek · Paardensport · Schermen · Schietsport · Schoonspringen · Voetbal · Volleybal · Waterpolo · Wielersport · Worstelen · Zeilen · Zwemmen